# Ehrenzeichen des Ungarischen Roten Kreuzes

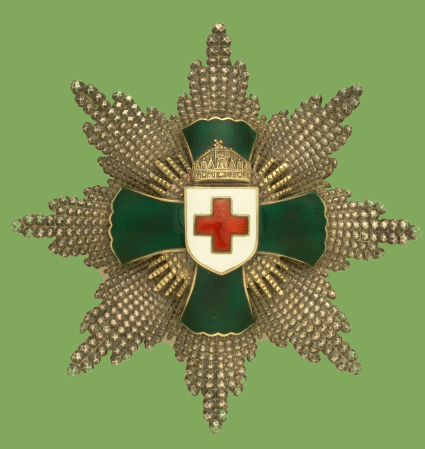
Verdienststern

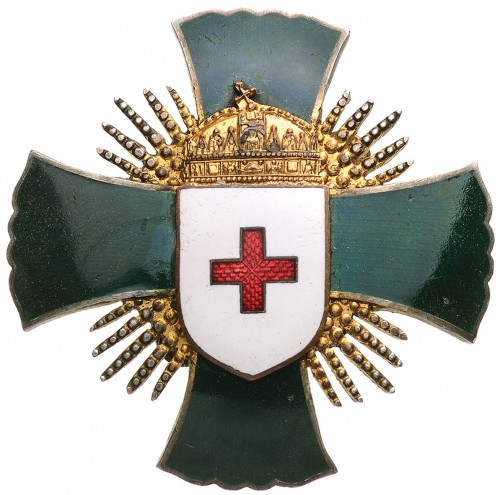
Verdienstkreuz

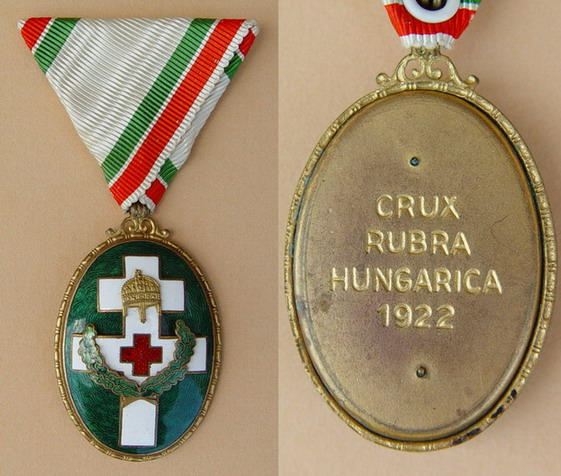
Ehrenerinnerungsabzeichen des Ungarischen Roten Kreuzes

Das Ehrenzeichen des Ungarischen Roten Kreuzes wurde am 30. Januar 1922 durch den Reichsverweser und Staatsoberhaupt Miklós Horthy für Verdienste um das ungarische Rote Kreuz gestiftet.

## Klassen
Die Stiftung erfolgte zunächst in drei Stufen:
- Verdienststern
- Verdienstkreuz
- Verdienstmedaille

Zusätzlich wurde am 7. Januar 1938 noch eine Medaille in Silber und Bronze eingeführt. Mit selben Datum konnten außerdem die genannten Stufen für Militärverdienste auch mit der Kriegsdekoration zur Verleihung kommen.

## Aussehen
Der Verdienststern des Ungarischen Roten Kreuzes ist ein achtspitziger brillantierter silberner Stern mit aufgelegtem goldenen, dunkelgrün emaillierten Tatzenkreuz mit gewellten Balkenenden. Zwischen den Kreuzbalken befinden sich goldene Strahlenbündel. Im Medaillon das von der Stephanskrone überragte weiß emaillierte Wappenschild mit dem roten Genfer Kreuz. Das Verdienstkreuz ist das bereits oben beschriebene Tatzenkreuz, dessen Rückseite glatt ist.
Die hochoval gehaltene Verdienstmedaille ist dunkelgrün emailliert und zeigt das weiß emaillierte ungarische Doppelkreuz. Auf der obersten Kreuzstelle ist die goldene Stephanskrone, auf der unteren das rote Genfer Kreuz zu sehen. Der Rand der Medaille ist mit einem Perlenornament goldgerändert. Das Revers ist glatt gehalten und zeigt die vierzeilige Inschrift CRUX / RUBRA / HUNGARICA / 1922 (Rotes Kreuz Ungarn 1922). Die Auszeichnung ist 34 mm breit und ohne Aufhängeragraffe 48 mm hoch.
Die Silberne Medaille ist etwas größer als die Verdienstmedaille, jedoch genauso wie die Bronze-Medaille ohne Emaille.
Bei Verleihungen mit der Kriegsdekoration ist unter dem Genfer Kreuz ein grün emaillierter runder Lorbeerkranz zu sehen. Dieser ist bei der Silbernen und Bronzenen Medaille ebenfalls ohne Emaille.

## Trageweise
Verdienststern und Verdienstkreuz wurden als Steckkreuz, die Verdienst- sowie die anderen beiden anderen Medaillen an einem weißen Band mit rot-weiß-grünen Randstreifen auf der linken Brustseite getragen.

## Sonstiges
Neben diesen Ehrenzeichen wurden vom Präsidenten des Roten Kreuzes in Ungarn auch ein Ehrenerinnerungsabzeichen verliehen, welches ebenfalls an der linken Brustseite vom ausgeschiedenen Beliehenen getragen werden konnte.